# Paris (condado de Kenosha, Wisconsin)
Paris es un pueblo ubicado en el condado de Kenosha en el estado estadounidense de Wisconsin. En el Censo de 2010 tenía una población de 1.504 habitantes y una densidad poblacional de 16,15 personas por km².

## Geografía
Paris se encuentra ubicado en las coordenadas 42°37′00″N 88°0′48″O / 42.61667, -88.01333. Según la Oficina del Censo de los Estados Unidos, Paris tiene una superficie total de 93.11 km², de la cual 93.11 km² corresponden a tierra firme y (0.01%) 0.01 km² es agua.

## Demografía
Según el censo de 2010, había 1.504 personas residiendo en Paris. La densidad de población era de 16,15 hab./km². De los 1.504 habitantes, Paris estaba compuesto por el 97.81% blancos, el 0.2% eran afroamericanos, el 0.33% eran amerindios, el 0.47% eran asiáticos, el 0% eran isleños del Pacífico, el 0.73% eran de otras razas y el 0.47% pertenecían a dos o más razas. Del total de la población el 2.26% eran hispanos o latinos de cualquier raza.